# شعله (فیلم ۱۹۸۱)
شعله 
(به تلوگویی: Aggi Ravva) فیلمی محصول سال ۱۹۸۱ و به کارگردانی کولوامودی باپایا است. در این فیلم بازیگرانی همچون ن. ت. راما رائو، سری دوی، موهان بابو، جاگایا ایفای نقش کرده‌اند.